# Christer Hult
Christer Hult (* 4. Juni 1946) ist ein ehemaliger schwedischer Fußballspieler.

## Karriere

### Vereine
Hult spielte von 1964 bis 1975 für den IFK Norrköping in der Fotbollsallsvenskan, der höchsten Spielklasse im schwedischen Fußball. Während seiner zwölf Spielzeiten währenden Vereinszugehörigkeit schloss er mit seiner Mannschaft 1966 als Zweitplatzierter die Spielzeit am besten ab. Sein größter sportlicher Erfolg war der Gewinn des Svenska Cupen; im Råsundastadion wurde der AIK Solna vor 7.832 Zuschauern mit 1:0 bezwungen. Mit diesem Titel nahm er mit seiner Mannschaft am Wettbewerb um den Europapokal der Pokalsieger teil. in diesem bestritt er jeweils die beiden Erst- und Zweitrundenspiele gegen den maltesischen Vertreter Sliema Wanderers und den deutschen Vertreter FC Schalke 04. Ein Jahr zuvor im nationalen Pokalfinale dem Malmö FF mit 0:2 in Norrköping unterlegen – und weil dieser als Schwedischer Meister im Wettbewerb um den Europapokal der Landesmeister teilnahm – bestritt er zuvor die beiden Erstrundenspiele gegen den nordirischen Vertreter Crusaders FC und das Zweitrundenrückspiel gegen Lyn Oslo bereits seine ersten drei internationalen Pokalspiele. Des Weiteren bestritt er im Wettbewerb um den International Football Cup, auch als Rappan-Pokal bekannt, alle sechs Spiele der Gruppe A3 und alle sechs weiteren Spiele einschließlich dem Finale. Wurde das Hinspiel am 10. Mai 1966 noch mit 1:0 über den 1. FC Lokomotive Leipzig gewonnen, so wurde das Rückspiel am 30. Mai 1966 in Leipzig mit 0:4 verloren. Im Jahr darauf noch als Sieger der Gruppe B6 hervorgegangen, schied er mit seinem Verein im Viertelfinale gegen Eintracht Frankfurt aus dem letztmals ausgetragenen Wettbewerb aus. Im Intertoto-Cup, dem Nachfolgewettbewerb kam er 1967, 1969, 1970, 1973 und 1974 ebenfalls zum Einsatz. Im Wettbewerb um den UEFA-Pokal bestritt er bei der 2. Ausspielung 1972/73 die beiden Hin- und Rückspiele der 2. Runde gegen den italienischen Vertreter Inter Mailand.
Seine letzten drei Spielzeiten bestritt er für den Ligakonkurrenten Kalmar FF, der 1976 als Neuling in einem Teilnehmerfeld von 14 Mannschaften als Sechster die Spielklasse halten konnte und mit dem dritten Platz am Ende der Folgespielzeit das beste Ergebnis erzielte.
Im nationalen Pokalfinale 1978 in Bromölla dem Malmö FF mit 0:2 n. V. unterlegen – und weil dieser als Schwedischer Meister im Wettbewerb um den Europapokal der Landesmeister teilnahm – war er mit seinem Verein im Wettbewerb um den Europapokal der Pokalsieger vertreten. Bereits nach den beiden Erstrundenspielen gegen Ferencváros Budapest ereilte ihn und seine Mannschaft das Aus in diesem Wettbewerb.

### Nationalmannschaft
Hult bestritt für die A-Nationalmannschaft 13 Länderspiele. Er kam zunächst in den letzten drei Qualifikationsspielen der Gruppe 6 für die Europameisterschaft 1972 zum Einsatz. Er debütierte am 9. Juni 1971 beim torlosen Unentschieden gegen die Nationalmannschaft Italiens im Råsundastadion. Noch im selben Jahr bestritt er vier weitere Länderspiele freundschaftlicher Art. Im Jahr 1972 bestritt er drei Länderspiele, in denen er am 26. April in Genf beim 1:1 gegen die Schweizer Nationalmannschaft und am 14. Mai in Göteborg bei der 1:2-Niederlage gegen die Nationalmannschaft der Tschechoslowakei mit den jeweiligen Führungstreffern seine einzigen beiden Länderspieltore erzielte. Seinen letzten Einsatz als Nationalspieler hatte er am 29. August 1973 in Helsinki beim 2:1-Sieg über die Nationalmannschaft Finnlands.

## Erfolge
IFK Norrköping
- IFC-Finalist 1966
- Schwedischer Pokal-Sieger 1969

Kalmar FF
- Schwedischer Pokal-Finalist 1978